# Rete bayesiana dinamica

Rete bayesiana dinamica composta da 3 variabili.

Rete bayesiana sviluppata su 3 istanti successivi.

Rete bayesiana dinamica semplificata. Non è necessario che tutte le variabili siano duplicate nel modello grafico, ma anch'esse sono da considerarsi dinamiche.

Una rete bayesiana dinamica (acronimo inglese DBN da dynamic Bayesian network) è una rete bayesiana che mette in relazione tra loro le variabili anche su istanti di tempo adiacenti. Una rete bayesiana dinamica è spesso chiamata rete bayesiana "a due tempi" (acronimo inglese 2TBN) perché indica che in qualsiasi istante di tempo T, il valore di una variabile possa essere calcolato sulla base dei regressori interni e del suo valore immediatamente precedente (a tempo T-1).

## Storia
Le DBN sono state sviluppate da Paul Dagum nei primi anni '90 presso la Sezione di Informatica Medica dell'Università di Stanford . Le DBN sono state definite per unificare ed estendere i tradizionali modelli a spazi di stati lineari come i filtri di Kalman, i modelli di previsione lineari e gaussiani come ARMA e modelli di dipendenza semplici come i modelli di Markov nascosti per arrivare a una rappresentazione probabilistica generale con un meccanismo di inferenza per domini  non lineari e non normali arbitrari dipendenti dal tempo.
Le DBN costituiscono una generalizzazione dei modelli di Markov nascosti e dei filtri di Kalman.  Le DBN sono anche concettualmente correlate alle reti  probabilistiche booleane e, in modo simile a queste,  possono essere utilizzate per modellare sistemi dinamici in stati stazionari.

## Applicazioni
Le DBN vengono utilizzate comunemente in robotica e hanno dimostrato le loro potenzialità in un'ampia gamma di applicazioni di data mining. Ad esempio, sono stati utilizzate nel riconoscimento vocale, in informatica forense, nel sequenziamento delle proteine e in bioinformatica.